# 뭐든지 프렌즈
《뭐든지 프렌즈》는 tvN에서 방송되는 텔레비전 프로그램이다.

## 방송 개요
동시대를 살아가는 사람들의 관심사를 랭킹으로 알아보며 공감대 있는 유쾌한 웃음을 선사하는 프로그램.
.

## 방송 시간
| 방송 채널 | 방송 기간                        | 방송 시간             | 비고 |
| tvN       |                                  |                       |      |
| --------- | -------------------------------- | --------------------- | ---- |
| tvN       | 2019년 7월 17일 ~ 2019년 9월 4일 | 수요일 오후 11시 00분 |      |

## 출연자

### 뭐든지 프렌즈
- 박나래
- 양세형
- 문세윤
- 양세찬
- 홍윤화
- 황제성

### 랭킹마트 직원들
- 붐
- 이시원

## 방영목록

### 2019년
| 회차 | 방송일   | 게스트             |
| ---- | -------- | ------------------ |
| 1회  | 7월 17일 | 빈칸               |
| 2회  | 7월 24일 | 솔비, 솔빈         |
| 3회  | 7월 31일 | 김지민, 주우재     |
| 4회  | 8월 7일  | 장성규, 지민 (AOA) |
| 5회  | 8월 14일 | 허정민, 장도연     |
| 6회  | 8월 21일 | 김종민, 신지       |
| 7회  | 8월 28일 | 유세윤, 이상준     |
| 8회  | 9월 4일  | 빈칸               |

## 시청률

### 2019년
| 회차 | 방송일   | AGB 시청률     |
| 회차 | 방송일   | 대한민국(전국) |
| ---- | -------- | -------------- |
| 1    | 7월 17일 | 1.1%           |
| 2    | 7월 24일 | 1.0%           |
| 3    | 7월 31일 | 0.9%           |
| 4    | 8월 7일  | 0.7%           |
| 5    | 8월 14일 | 0.7%           |
| 6    | 8월 21일 | 0.9%           |
| 7    | 8월 28일 | 0.7%           |
| 8    | 9월 4일  | 0.6%           |

## 후속 프로그램
- 수요일은 음악프로 (2019년 10월 2일)